# Huntleya fasciata
Huntleya fasciata là một loài lan phân bố từ Colombia và tây bắc Ecuador đến Honduras và Belize.

## Hình ảnh

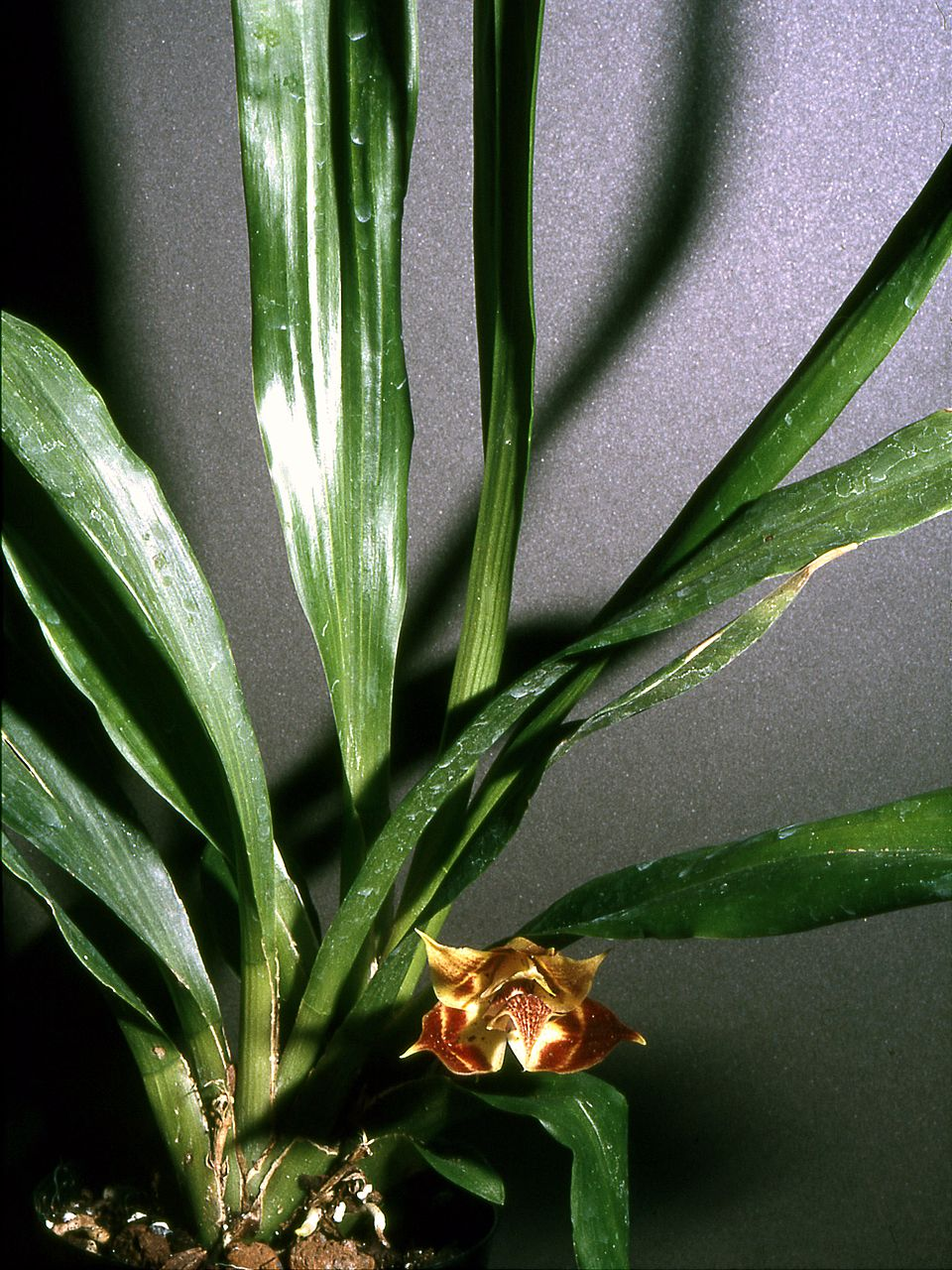